# Del LaGrace Volcano
Del LaGrace Volcano, né le 26 juillet 1957 dans le comté d'Orange (Californie), est un photographe et militant pour les droits LGBT aux États-Unis.

## Biographie

### Enfance et adolescence
Après la séparation de ses parents, Del LaGrace Volcano passe son enfance entre les villes de Santa Maria (Californie) et Tulsa (Oklahoma). À l'âge de quatorze ans, il s'enfuit à Key West (Floride) où il vit un temps à la rue.

### Études et premiers engagements
Dans les années 1970, Del LaGrace Volcano étudie la philosophie et la photographie au San Francisco Art Institute. Fondateur de la première organisation lesbienne, gaie et bisexuelle (LGB) de l'université, il est également à un moment élu président de ses étudiants. Il abandonne cependant ses études pour partir à New York à moto. Bien qu'il milite à cette époque surtout autour de la bisexualité, il est aussi présent lors de mobilisations antinucléaires, notamment contre la centrale de Diablo Canyon.

### Carrière
Dans le cadre de sa transition, Del LaGrace Volcano prend en 2000 une série d'autoportraits documentant les changements physiques qui accompagnent sa prise de testostérone.

### Identité de genre
Assigné fille à la naissance, Del LaGrace Volcano est intersexe. Après s'être identifié comme femme bisexuelle à l'adolescence, puis comme lesbienne de la fin des années 1970 au milieu des années 1990, il revendique depuis lors une identité non binaire, queer.

## Œuvre

### Monographies
- Love Bites, 1991
- The Drag King Book, 1999
- Sublime Mutations, 2000
- SEX WORKS, 2005
- Femmes of Power : Exploding Queer Femininities, 2009